# Han Herred Efterskole
Han Herred Efterskole er en Grundtvig/Koldsk efterskole beliggende i Skerping ca. 3 kilometer syd for Fjerritslev. Den huser årligt op til 140 elever.
Skolen har fokus på at styrke sammenhold og fællesskab i hver eneste årgang. Skolen åbnede i 1959.